# IM Motors
IM Motors( chineză {{{1}}}Zhiji Motors,智己汽车 )este un joint venture pentru vehicule electrice între producătorul chinez de automobile SAIC Motor și cele doua companii chineze de tehnologie Zhangjiang Hi-Tech și Alibaba Group.